# Buněčná linie RAW 264.7
Buněčná linie RAW 264.7 je myší buněčná linie monocytů/makrofágů semi-adherentního typu ustanovena roku 1978. Byla izolována z nádorového ascitu, který byl u BALB/c myší indukován pomocí intraperitoneální injekce viru Abelsonovy myší leukémie (Ab-MLV nebo A-MuLV). Tato linie je v molekulární biologii jeden z nejběžněji používaných modelů myších makrofágů pro studium imunitní buněčné odpovědi již více než 40 let. 

## Vlastnosti
Oblíbenost této RAW264.7 buněčné linie je dána jejím rychlým množením a snadnou manipulací. Tato buněčná linie má dobu zdvojení 11 až 30 hodin. Velikost buněk RAW264.7 je typicky 10-20 µm v průměru. Z pohledu fenotypu tato linie obsahuje jak fenotyp monocytů, tak makrofágů. Bez přidání zánětlivého stimulu se buňky chovají jako monocyty, avšak po jeho přidání dochází ke změně fenotypu a jejich aktivaci na makrofágy.
RAW264.7 makrofágy M0 (nediferenciované makrofágy s potenciálem polarizace do dalších makrofágních podtypů)  mohou být polarizovány na makrofágy M1 nebo M2. Kromě toho jsou buňky RAW264.7 schopny pinocytózy a fagocytózy, což jsou obě kritické funkce makrofágů v těle. Po stimulaci lipopolysacharidy (LPS) v nich může být indukována zánětlivá reakce. Dojde tak ke zvýšení produkce oxidu dusnatého (NO) a urychlení fagocytózy. Kromě toho jsou tyto buňky schopny zabíjet cílové buňky i cytotoxicky.
RAW264.7 je rakovinná buněčná linie, buňky mají tedy schopnost nekonečného dělení.

## Kultivace
Kultivace buněk RAW264.7 se standardně provádí v kultivační láhvi T75 nebo na Petriho misce. Udržovací fáze buněk RAW264.7 začíná po jejich adheraci k povrchu kultivační misky, což obvykle trvá asi 24 hodin. Buňky jsou obvykle kultivovány v médiu DMEM (Dulbekova modifikace Eaglova media) s vysokým obsahem glukózy doplněného o 10% fetální hovězí sérum (fetal bovine serum, FBS)  a 1% penicilin/streptomycin (či jiné antibiotikum), v atmosféře 5% C02 při 5% vlhkosti a 37 °C. Růstové médium by mělo být obměňováno každé 2–3 dny, ale ne po více než 4 dnech.
Aktivace v monocytů v makrofágy probíhá přes zánětlivý stimul, například přidáním lipopolysacharidu (LPS).

## Využití
Tato monocytní/makrofágní buněčná linie se často se využívá k prvotnímu screeningu biologické aktivity přírodních látek a k predikci jejich potenciálního účinku in vivo nebo na primární buňky. Má se za to, že metabolická odezva této buněčné linie odráží potenciální lidskou reakci de novo a používá se proto k hodnocení účinné biologické aktivity látky. Buněčná linie RAW264.7 je také široce používána pro hodnocení imunitní reaktivity  a ke studiu osteoklastické diferenciace a jeho biologického molekulárního mechanismu. Navíc se buňky RAW264.7 používají v ko-kulturách s jinými buněčnými liniemi pro lepší simulaci biologické tkáně.